# Fremont (Nuevo Hampshire)
Fremont es un pueblo ubicado en el condado de Rockingham en el estado estadounidense de Nuevo Hampshire. En el Censo de 2010 tenía una población de 4.283 habitantes y una densidad poblacional de 95,12 personas por km².

## Geografía
Fremont se encuentra ubicado en las coordenadas 43°00′00″N 71°7′11″O / 43.00000, -71.11972. Según la Oficina del Censo de los Estados Unidos, Fremont tiene una superficie total de 45.03 km², de la cual 44.31 km² corresponden a tierra firme y (1.6%) 0.72 km² es agua.

## Demografía
Según el censo de 2010, había 4.283 personas residiendo en Fremont. La densidad de población era de 95,12 hab./km². De los 4.283 habitantes, Fremont estaba compuesto por el 97.55% blancos, el 0.21% eran afroamericanos, el 0.14% eran amerindios, el 0.26% eran asiáticos, el 0% eran isleños del Pacífico, el 0.3% eran de otras razas y el 1.54% pertenecían a dos o más razas. Del total de la población el 1.26% eran hispanos o latinos de cualquier raza.